# Ciprian Dobre
Ciprian Minodor Dobre (n. 26 aprilie 1971, Târgu Mureș, România) a fost președintele Consiliului Județean Mureș din 2012 până în 2016, ales din partea Partidului Național Liberal. Între 2005 și 2008 a îndeplinit funcția de prefect al județului Mureș, iar din 2008 și până în 2012 a fost deputat în Parlamentul României. Ciprian Minodor Dobre a demisionat din Parlament pe data de 26 iunie 2012. În cadrul activității sale parlamentare, Ciprian Minodor Dobre a fost membru în grupurile parlamentare de prietenie cu Republica Arabă Siriană, Republica Polonă, Republica Ecuador și Republica Franceză - Adunarea Națională.

## Studii și specializări
În 1996 este licențiat în științe juridice la Universitatea Babeș-Bolyai din Cluj, fiind absolvent al Universității Ecologice "Dimitrie Cantemir" din Tîrgu-Mureș, Facultatea de Drept, urmat de masterul în "Consultanță juridică și management în afaceri", absolvit în 2006 la Universitatea Petru Maior din Târgu Mureș.

## Activitate profesională
Până în 2005 a fost avocat în Baroul Mureș. A fost deputat PNL de Mureș din 2008 până în 2012. În 2008 a îndeplinit funcția de vicepreședinte al Consiliului Județean Mureș. Din iunie 2012 până în 2016 a fost președintele Consiliului Județean Mureș.

## Funcții și activități politice
În 1999 devine membru PNL Tîrgu Mureș și este ales în funcția de președinte al TNL Tîrgu Mureș, funcție pe care o deține până în anul 2000. Din 2001 și până în prezent este Președinte al PNL, filiala Mureș, cu o perioadă de suspendare, între 2007 și 2008, cât a îndeplinit funcția de prefect al județului Mureș.
În 2008 a fost ales deputat în Parlamentul României. Din 4 August 2023, este din nou prefectul județului Mureș.

## Acuzații de corupție
Ciprian Dobre este urmărit penal pentru corupție. În anul 2016 a fost acuzat de procurorii DNA de luare de mită, spălare de bani și folosirea influenței ori autorității în scopul obținerii pentru sine ori pentru altul de bani, bunuri sau alte foloase necuvenite, fapte săvârșite pe vremea când era prefect al județului.